# Volume-element
In de integraalrekening, een deelgebied van de wiskunde, is het een middel om het deel van de ruimte waarover moet worden geïntegreerd met betrekking tot de inhoud ervan in volume-elementen te verdelen. Ieder volume-element is daarbij infinitesimaal klein. Een integraal over een deel van de ruimte is altijd een meervoudige integraal. Omdat dezelfde integraal in verschillende coördinatenstelsels dezelfde uitkomst moet geven, zijn er formules voor de coördinatentransformatie tussen de verschillende coördinatenstelsels. 
Een volume-element heeft de volgende vorm:
{\displaystyle \mathrm {d} V=\mathrm {d} u_{1}\ \mathrm {d} u_{2}\ \mathrm {d} u_{3}}
Bijvoorbeeld geïntegreerd over de inhoud {\displaystyle B} en over een scalair veld {\displaystyle \rho (u_{1},u_{2},u_{3})} komt daar
{\displaystyle \int _{B}\rho (u_{1},u_{2},u_{3})\ \mathrm {d} u_{1}\ \mathrm {d} u_{2}\ \mathrm {d} u_{3}}
uit.
Een volume-element meer in het algemeen is een maat op een variëteit. 